# 亞得里亞海憲章
亞得里亞海憲章（英語：Adriatic Charter）又稱：美國—亞得里亞海憲章。由阿爾巴尼亞，克羅地亞，北馬其頓和美國共同提出的協議，該憲章於2003年5月2日在美國的支持下在地拉那簽署，協議目的是旨在幫助協議國加入北約。 
2008年9月，黑山和波斯尼亞和黑塞哥維那受邀加入憲章，并于2008年12月4日正式加入。塞爾維亞同日獲得觀察員地位。 
2009年4月1日，阿爾巴尼亞和克羅地亞成為協議中第一批加入北約的國家。 
2017年6月5日，黑山正式加入北約。
2020年3月27日，北馬其頓正式加入北約。

## 會員

### 2003年加入
- 阿尔巴尼亚（2009年加入北約）
- （2009年加入北約）
- 北馬其頓（2020年加入北約）
- 美国（北約創始會員之一）

### 2008年加入
- 蒙特內哥羅（2017年加入北約）

## 觀察員

### 自2008年起
- 塞爾維亞[4]

### 自2012年起
- 科索沃[a]（2012年申請亞得里亞海憲章成員資格）[5]